# Agostinho Batista de Freitas
Agostinho Batista de Freitas (Paulínia, 1927 - 1997) foi um pintor naïf brasileiro, movimento de pintura não acadêmica.
Começou a pintar na década de 1950, vendendo suas obras no Viaduto do Chá em São Paulo, onde foi descoberto por Pietro Maria Bardi diretor fundador do MASP, museu no qual, aos 25 anos, o artista ganhou sua primeira mostra individual. Era o ano de 1952. Esta exposição seria apresentada também em outros importantes museus do Brasil. Em 1966, participou da Bienal de Veneza com José Antônio da Silva e Francisco da Silva, também considerados do movimento primitivista e Naif brasileiro. Sua obra aborda principalmente a paisagem urbana na cidade de São Paulo. Em 2017, após 20 anos de seu falecimento, o artista ganha uma nova exposição também no MASP, contendo obras que abrangessem seus retratos da cidade de São Paulo e toda sua diversidade.

## Biografia
Agostinho Batista de Freitas foi criado em um sítio em Paulínia, na época distrito de Campinas, no interior paulista, onde trabalhou na lavoura até os 11 anos e estudou até o terceiro ano do primário. O pintor era filhos de imigrantes da Ilha da Madeira e veio para São Paulo nos anos 30, com 11 anos, acompanhando o pai, após o falecimento de sua mãe.
Em São Paulo, trabalhou como ajudante de pedreiro, mas logo começou em outro emprego, agora, como funcionário de uma fábrica de brinquedos na Mooca, local de onde foi demitido por desenhar durante o expediente de trabalho. Após mais um emprego, o artista começou a trabalhar como ajudante de eletricista até especializar-se na área. Nas horas vagas, vendia seus quadros com paisagens urbanas no viaduto do Chá, região central da cidade de São Paulo.
Pietro Maria Bardi (1900-1999), diretor fundador do MASP, foi quem trouxe o pintor autodidata e de origem humilde, Agostinho Batista de Freitas, para o mundo das artes, a partir de um encontro com o mesmo, enquanto o artista vendia suas obras nas já citadas ruas da cidade, na década de 1950.
Depois desse encontro, Pietro Maria Bardi fez uma encomenda ao pintor. O diretor fundador pediu que o pintor fizesse uma vista da cidade a partir da cobertura do Banco do Estado de São Paulo, o Banespa, uma área na época de acesso limitado e exclusiva. A pintura, em questão, foi batizada de “Vista de São Paulo”. Tal tela obteve sucesso e repercussão diante do público e, por isso, Agostinho Batista de Freitas, aos 25 anos, ganhou sua primeira mostra individual, em 1952, no próprio MASP. Esta exposição foi mais tarde levada a  outros museus do país, como para as cidades Campinas e Salvador. Em 1969, o mesmo quadro que trouxe relativo reconhecimento publico ao artista, estava em mais uma exposição do MASP, “A mão do Povo Brasileiro”.
Por muitos anos, Agostinho Batista de Freitas viveu na Zona Norte da cidade de São Paulo, no bairro de Imirim.

## Obra

### Contexto Histórico
Na década de 1970, a cidade de São Paulo começava um novo processo de transformação e entrava num novo ritmo de crescimento, é a modernização da capital. A região central, antes conhecida pelos casarões do café, muda e é substituída pela metrópole como hoje se conhece, repleta de extensas paredes de concreto e arranha-céus. A pintura de Agostinho Batista de Freitas é uma espécie de cronista desse momento de transformação com sua habilidade de pintar panoramas urbanos. O artista produziu incessantemente entre 1950 e 1990, dessa forma sua pintura mudou consideravelmente, afinal o que o artista via também mudou. A passagem de tempo, observando suas obras, é evidente e tem-se a sensação, possível, de enxergar duas São Paulo diferentes.   

### A obra em si
Agostinho Batista de Freitas tinha como principal musa de sua pintura a cidade de São Paulo, destacando em suas obras mais conhecidas o centro, com suas icônicas construções (MASP, BANESPA e o viaduto do Chá). No entanto, isso nunca o impediu de retratar também as periferias da cidade, como o Imirim, bairro da Zona Norte paulista em que o artista residia, e cenas de cotidiano e lazer de parcelas menos favorecidas da capital, como parques de diversão, crianças empinando pipas e até festas juninas. 
Trabalhava com paisagens e também com imagens fotográficas, a partir de alguns cartões postais, datados nos anos 1960, que retratam a cidade a partir da posição de um pássaro voando pela metrópole, numa perspectiva conhecida como bird’s eye view. Em determinado momento de sua carreira, Agostinho Batista de Freitas passou a produzir suas próprias imagens fotográficas e assim começou a escolher os próprios cenários que depois seriam retratados em seu ateliê, como os registros das colinas do Bairro Imirim, feitos a partir de uma câmara de bolso, modelo Xereta da Kodak. 
O artista era conhecido por trabalhar com telas que ele próprio fabricava e preferia tintas nacionais, sempre, a óleo. Suas obras eram derivadas da mistura das seguintes tonalidades: vermelho escarlate, amarelo ouro, azulão, branco e preto.

## Controvérsias
O contexto histórico é muito importante para entender o porquê do artista ter sido inserido no MASP, afinal tanto Pietro Maria Bardi quanto Lina Bo Bardi buscavam para o museu outras narrativas para o mundo das artes, além da visão europeia, ou seja, um olhar para a arte da África e das Américas. Agostinho Batista de Freitas pertencia seguramente ao segundo grupo. O próprio Bardi ao escrever o ensaio “Museu fora dos limites”, em 1951, com tons de manifesto e mais tarde, no ano de 1957, o artigo “Building a Museaum on Virgin Soil” na revista Art News sobre as novas experiências que a arte poderia prover, como a arte popular brasileira, a qual o casal tanto acreditou, explicita esse novo olhar.
Mesmo com esse tentativa de enfatizar espaços tidos como periféricos, a grande dificuldade da última curadoria do MASP, em 2016, formada por Adriano Pedrosa, Fernando Oliva, Rodrigo Moura, foi encontrar relatos do próprio artista falando de sua pintura. Não existem depoimentos do ou entrevistas em que Batista de Freitas fale a respeito de suas pinturas de forma clara.O que se tem preservado do pintor são história e lendas contadas por outros e somente pequenos relatos do artista, como a exceção de um resumo autobiográfico.
O fato das obras de Agostinho Batista de Freitas só voltarem ao público, 20 anos após sua morte, com a exposição de 2016, no MASP, traz para o debate público um questionamento sobre o que é arte popular e erudita. Afinal, o pintor era considerado, de maneira genérica, um artista primitivo, ingênuo e popular por conta de sua formação autodidata. Até 2015, não havia nenhum quadro do artista no acervo do próprio MASP, independente da carreira do artista estar intrinsecamente ligada à Instituição. No entanto, o inverso sempre foi bem aceito, o caso de artistas com determinado reconhecimento social que se aproximaram de temas e fontes populares para o estabelecimento de linguagem próprias, como os modernistas Tarsila do Amaral, Di Cavalcanti e Portinari.
Agostinho Batista de Freitas também ficou conhecido como “Utrillo de São Paulo”, em referência ao pintor de origem francesa Maurice Utrillo, famoso por pintar o que era considerado como primitivo urbano e o bairro boêmio de Montmarte, em Paris. Nesse contexto, o termo primitivo designa um artista sem formação acadêmica e que pinta a partir de sua intuição, sem grandes intenções artísticas.

## Exposições
Exposições individuais do artista:
- 1952
  - Agostinho Batista de Freitas, organização de Pietro Maria Bardi, MASP, São Paulo.
  - Agostinho Batista de Freitas, MAM, São Paulo.
  - Agostinho Batista de Freitas, MAM, Salvador.
  - Agostinho Batista de Freitas, MAM, Campinas.
- 1966
  - Agostinho Batista de Freitas, MAM, Rio de Janeiro.
- 1978
  - Agostinho Batista de Freitas: Pinturas, Centro de Artes Shopping News, São Paulo.
- 1980
  - Agostinho Batista de Freitas, Paulo Figueiredo Galeria de Arte, São Paulo.
- 1985
  - Agostinho Batista de Freitas, José Duarte Aguiar e Ricardo Camargo Galeria de Arte, São Paulo.
- 1988
  - Agostinho Batista de Freitas, MASP, São Paulo.
- 1990
  - Agostinho de Freitas, Pinacoteca do Estado de São Paulo.
- 2016
  - Agostinho Batista de Freitas, São Paulo, MASP, São Paulo.

Exposições Coletivas do artista:
- 1966
  - O Artista e a Máquina, MAM, Rio de Janeiro.
  - 33ª Bienal de Veneza, Veneza.
- 1975
  - 19 Brazilian Primitives, itinerante, Estados Unidos.
- 1979
  - Arte no Brasil: uma história de cinco séculos, Masp, São Paulo.
- 1980
  - Pintores Populares y 3 Grabadores de Brasil, Instituto Nacional de Bellas Artes, Cidade do México.
- 1984
- Festa das cores, Museu de Arte de Goiânia, Goiânia.
- 1985
  - 6º Salão de Artes Plásticas da Noroeste, Fundação Educacional de Penápolis.
- 1988
  - Brasiliana: O Homem e a Terra, Pinacoteca do Estado de São Paulo.
- 1994
  - Grande Exposição de Arte Naif Brasileira, Galeria Jacques Ardies, São Paulo.
- 1995
  - 2ª Mostra de Arte, Centro Universitário Fieo, Osasco.
- 1996
  - Expo FIEO,  Centro Universitário Fieo, Osasco.
  - 3ª Mostra de Arte,  Centro Universitário Fieo, Osasco.
  - O Mundo de Mário Schenberg, Casa das Rosas, São Paulo.
- 1998
  - Arte Naif - 5 Artistas, Galeria Jacques Ardies, São Paulo.
- 1998
  - Iconografia Paulistana em Coleções Particulares, Museu da Casa Brasileira, São Paulo.
- 2000
  - Brasil + 500 Mostra do Redescobrimento, Fundação Bienal, São Paulo.
- 2001 - Brasília DF -
  - Forma-e-Cor como Luz nos Naïfs, Galeria Itaú Cultural, Brasília.
  - Forma-e-Cor como Luz nos Naïfs, Galeria Itaú Cultural, Penápolis.
- 2002
  - 6ª Bienal Naifs do Brasil, Sesc Piracicaba.
  - Pop Brasil: a arte popular e o popular na arte, CCBB, São Paulo.
  - Santa Ingenuidade,  Centro Universitário Fieo, São Paulo.
- 2003
  - A Arte Atrás da Arte: onde ficam e como viajam as obras de arte, MAM, São Paulo.